# Gerald William Lascelles
L'honorable Gerald William Lascelles C. B. (né le 26 octobre 1849, et mort le 11 février 1928) 

## Biographie
Il est un auteur et arpenteur adjoint de la Nouvelle Forêt de 1880 à 1914, et auteur d'un livre important sur le secteur, Trente-Cinq Ans dans la Nouvelle Forêt. 
Il est investi en tant que Compagnon du très Honorable Ordre du Bain (C. B.) en 1914. À côté de son œuvre la plus célèbre sur la Nouvelle Forêt, il est l'auteur de Sport dans la Nouvelle Forêt et de la Foresterie et de la New Forest , dans le Hampshire volumes de l'Histoire du Comté de Victoria, L'Art de la Fauconnerie, et de nombreux autres (principalement sportives) publications.

## Famille
Il est le troisième fils de Henry Lascelles (4e comte de Harewood) et de Lady Elizabeth Joanna de Burgh, et est diplômé de l'Université de Cambridge avec un Baccalauréat ès Arts. 
Le 9 février 1875, il épousa Constance Augusta Marie FitzClarence Phillipson, la fille de John Burton Phillipson, et a eu quatre enfants avec elle: 
- Gerald Hubert Lascelles (23 avril 1876 - 13 juillet 1928)
- Jean Beilby Lascelles (19 février 1884 - 13 novembre 1907)
- Richard Lascelles (30 novembre 1887 - 30 novembre 1887)
- Cynthia Rachael Lascelles (29 août 1885 - 6 septembre 1961), qui a épousé George Wentworth Warwick Bampfylde (4e baron Poltimore) (en).